# 小寺ハミルトンゲイリー
小寺ハミルトンゲイリー（こてら ハミルトンゲイリー、1984年〈昭和59年〉8月7日 - ）は、日本のプロバスケットボール選手。アメリカ合衆国ロサンゼルス出身。ポジションはセンター。
bjリーグの滋賀レイクスターズに所属していた2009-10シーズンと2010-11シーズンに、最多リバウンドのタイトルを獲得した。B.LEAGUE・青森ワッツに所属しているジョーダン・ハミルトンとは実の兄弟である。

## 来歴
16歳からバスケットボールを始めた。
マイアミ大学を卒業後、ポーランドのAZSコシャリン、ドイツのTV1860リヒ、BBCバイロイトを経て2009年、bjリーグ所属の滋賀レイクスターズに入団した。
bjリーグ 2009-10シーズン、ハミルトンは1試合平均のリバウンドで14.33の記録を残し、リーグ最多リバウンド賞を受賞した。
bjリーグ 2010-11シーズン、再び滋賀と契約したハミルトンは、2011年1月29日の埼玉ブロンコス戦で16得点、20リバウンドを挙げ、翌日の埼玉戦でも12リバウンドの記録を残し、この週の週間MVPを獲得した。このシーズン50試合に出場したハミルトンは1試合平均15.2リバウンドを挙げ、2シーズン連続で最多リバウンド賞を獲得した。
2011-12シーズン、bjリーグのライジング福岡に移籍。51試合に出場し、リーグ2位となる平均11.4リバウンドの記録を残した。
2017年8月4日、B2のバンビシャス奈良と契約した。
2019年シーズンからB3リーグの佐賀バルーナーズに所属。2020年05月18日に契約満了に伴い退団、自由交渉選手リストに公示された。9月25日に群馬クレインサンダーズへの加入が発表された。10月8日で群馬との契約が満了、退団する。2020年11月18日付で帰化申請が法務大臣に許可され、日本国籍を取得する。2020年12月8日、茨城ロボッツに加入。 
2021-22シーズンは琉球ゴールデンキングス、2022-23シーズンは仙台89ersと渡り歩き、2023-24シーズンはB2リーグ越谷アルファーズに移籍した。越谷では48試合に出場し、チームもB1昇格を果たしたが、オフに契約満了となった。
2024年シーズン、開幕前日の10月4日に福井ブローウィンズと契約を結んだ。
選手としての特徴は前述のとおり、恵まれた身体能力でリバウンド奪取とペイントエリア内からの得点率が非常に高いが、反面フリースローを苦手としておりBリーグになってからの記録でも平均50％を割っている。 
2025年7月16日、越谷アルファーズに復帰。カイ・ソットの負傷に伴う短期契約となる。 